# وواگامدا
وواگامدا (به لاتین: Wewagammedda) یک منطقهٔ مسکونی در سری‌لانکا است که در استان مرکزی (سری‌لانکا) واقع شده‌است.